# Яновец-Косцельны (гмина)
Яновец-Косцельны (пол. Janowiec Kościelny) — сельская гмина (волость) в Польше, входит как административная единица в Нидзицкий повет, Варминьско-Мазурское воеводство. Население — 3490 человек (на 2004 год).

## Демография
| Перепись                       | Всего   | Всего | Женщины | Женщины | Мужчины | Мужчины |
| ------------------------------ | ------- | ----- | ------- | ------- | ------- | ------- |
| Единицы                        | человек | %     | человек | %       | человек | %       |
| Население                      | 3490    | 100   | 1684    | 48,3    | 1806    | 51,7    |
| Плотность населения (чел./км²) | 25,6    | 25,6  | 12,4    | 12,4    | 13,3    | 13,3    |

## Сельские округа
1. Белявы
2. Буковец-Вельки
3. Гурово-Тшонски
4. Яновец-Косцельны
5. Яблоново-Дыбы
6. Яновец-Лесники
7. Ястшомбки
8. Круше
9. Мечниково-Цыганы
10. Мечниково-Голембе
11. Мечниково-Колаки
12. Млоде-Полце
13. Наперки
14. Нова-Весь-Дмохы
15. Нова-Весь-Велька
16. Пётрково
17. Покшивница-Велька
18. Повеж
19. Сафронка
20. Смоляны-Жардавы
21. Старе-Полце
22. Щепково-Борове
23. Щепково-Иваны
24. Щепково-Павелки
25. Щепково-Залесе
26. Васнево-Грабово
27. Васнево-Гвозьдзе
28. Заблоце-Каниговске
29. Заборово

## Поселения
1. Гнядки
2. Грабово-Лесьне
3. Яблоново-Адамы
4. Яблоново-Мадковента
5. Яновец-Шляхецки
6. Яновец-Здзенты
7. Ковнатки-Фаленцино
8. Краево-Мале
9. Краево-Кавенчино
10. Краево-Вельке
11. Куце
12. Леснево-Вельке
13. Мечниково-Мёнхы
14. Мечниково-Сиве
15. Мечниково-Совы
16. Скроды
17. Солданы-Вельке
18. Совы
19. Щепково-Кукелки
20. Щепково-Солданы
21. Шипулки-Заскурки
22. Вилуне
23. Збылюты
24. Жабино-Аргулы
25. Жабино-Гонсёры

## Соседние гмины
1. Гмина Дзежгово
2. Гмина Илово-Осада
3. Гмина Яново
4. Гмина Козлово
5. Гмина Нидзица
6. Гмина Вечфня-Косцельна